# Amado Ursua
Amado Ursua est un boxeur mexicain né le 13 septembre 1956 à Mexico.

## Carrière
Passé professionnel en 1974, il devient champion du Mexique des poids mi-mouches en 1981 face à German Torres puis champion du monde WBC de la catégorie le 6 février 1982 après sa victoire contre Hilario Zapata par KO au second round. Ursua est en revanche battu dès le combat suivant par Tadashi Tomori le 13 avril 1982 et met un terme à sa carrière de boxeur en 1987 sur un bilan de 34 victoires et 21 défaites.